# Карл Баварський
Карл Баварський (нім. Karl von Bayern), повне ім'я Карл Марія Луїтпольд (нар. 1 квітня 1874 — пом. 9 травня 1927) — баварський принц з династії Віттельсбахів, майор-генерал баварської армії, син короля Баварії Людвіга III та Марії Терезії Австрійської.

## Біографія

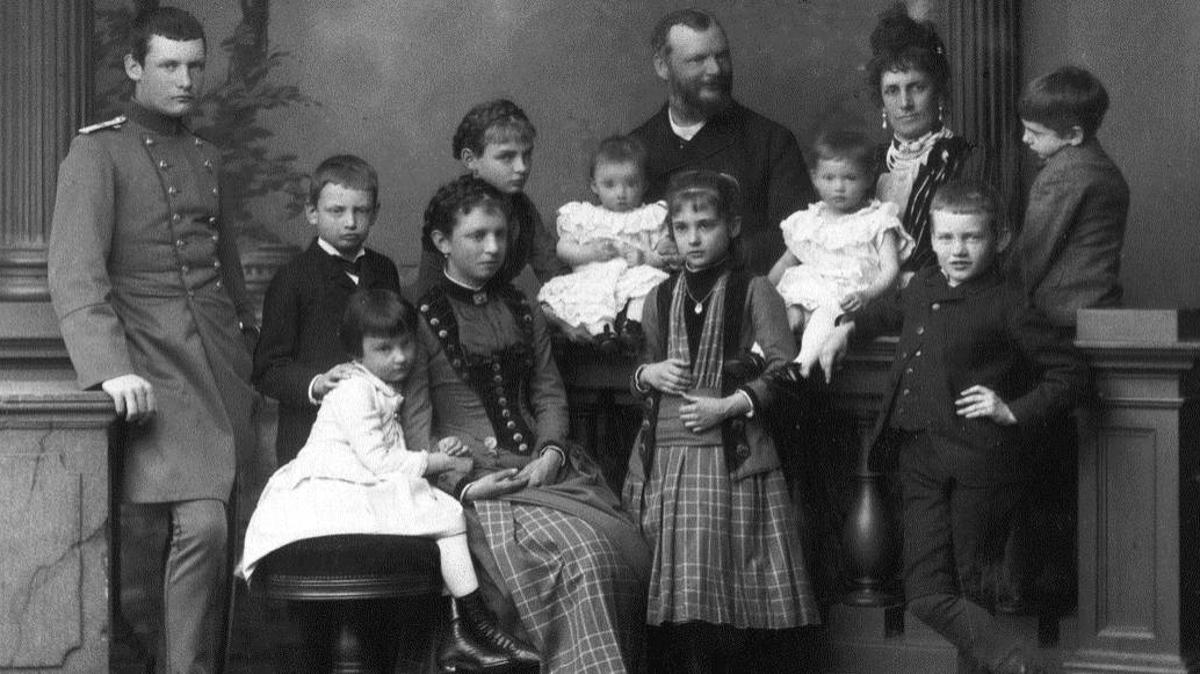
Принц Карл з батьками, братами і сестрами (1885).

Карл народився 1 квітня 1874 на віллі Амзеє в Ліндау. Він був другим сином та четвертою дитиною в родині баварського принца Людвіга та його дружини Марії Терезії Австрійської. Хлопчик мав старшого брата Рупрехта та сестер Адельгунду та Марію. Згодом в сім'ї з'явилося ще дев'ятеро дітей. 
1886 принцом-регентом і фактичним правителем Баварії став дід Карла, Луїтпольд. 1913 він помер, королем невдовзі проголосили Людвіга.
Карл, як і його старший брат Рупрехт, був воякою баварської армії. Мав чин майора-генерала.
Помер у віці 53 років у Мюнхені. Похований у  Фрауенкірхе.

## Нагороди
- Орден Святого Губерта
- Орден Святого Георгія (Баварія)
- Медаль принца-регента Луїтпольда
- Орден Чорного орла
- Орден Червоного орла, великий хрест
- Орден Рутової корони
- Залізний хрест 2-го класу